# Creeper (DC Comics)
Creeper, il cui vero nome è Jack Ryder, è un supereroe immaginario dei fumetti nell'Universo DC. Creato da Steve Ditko, comparve per la prima volta in Showcase n. 73 (marzo 1968).

## Storia di pubblicazione
Dopo il suo debutto in Showcase, al Creeper (Jack Ryder) fu data una sua serie Beware the Creeper, scritta da Dennis O'Neil; Steve Ditko ne scrisse la prima avventura. La serie durò 6 numeri. Nel fumetto fu contrapposto ad un criminale camaleontico di nome Proteus, la cui vera identità fu rivelata prima della sua morte violenta nel numero finale. Poco dopo l'ultimo numero della sua serie, Creeper si alleò con Batman in The Brave and The Bold n. 80, ottobre-novembre 1968 (una progressione naturale, dato che entrambi combattevano il crimine a Gotham City), per poi comparire in Justice League of America n. 70 (marzo 1969), dove il Cavaliere Oscuro chiese alla League di determinare se il Creeper fosse o no un fuorilegge. Una comparsa in Detective Comics n. 418 (dicembre 1971), sembrò mettere una fine al personaggio, mostrando che il dispositivo per la trasformazione cessò di funzionare e Creeper non poté riassumere la sua identità umana, una situazione che sembrò corrodere la sua stabilità mentale. In qualche modo, Batman riuscì a ricostituire la sua vera natura. Dopo che le origini furono rinarrate nello stesso fumetto durante la sua uscita nel formato da 100 pagine di Super Spectacular del 1974 (n. 443, ottobre-novembre), Ryder fu mostrato mentre lavorava come anchorman per la televisione di Gotham (n. 445, febbraio-marzo 1975), e poco dopo, (n. 447 e n. 448, maggio-giugno) divenne di nuovo Creeper per aiutare Batman a ripulirsi il nome dopo essere stato accusato di omicidio.
Dopo di ciò, la DC tenne il personaggio attivo in alcune comparse sporadiche nei vari fumetti per gli anni successivi. Fu di nuovo il protagonista nella serie di brevissima durata dedicata al Joker (n. 3, settembre-ottobre 1975, scritta da O'Neil), dove la somiglianza tra i capelli verdi e la risata maniacale dei due creò confusione. Questa serie fu seguita da una storia di cui fu il protagonista nel n. 7 di 1st Issue Special (ottobre 1975, disegnato dal suo creatore, Steve Ditko). Altre comparse in questo periodo inclusero le alleanze con Wildcat (Super team Family n. 2, dicembre 1975-gennaio 1976, sempre di O'Neil) Batman (The Brave and The Bold n. 143, settembre-ottobre 1978 e n. 178, settembre 1981), e molti altri eroi come nel n. 100 di Showcase (maggio 1978). Tra i vari numeri da protagonista ci fu una storia che non fu mai pubblicata per Showcase n. 106 nel 1978 (scritta e disegnata da Ditko e che sarebbe stata inclusa in Cancelled Comics Cavalcade n. 2), e alcune storie rinarrate in Adventure Comics n. 445 e n. 447 (nel 1976), World's Finest Comics n. 249 e n. 255 (nel 1978-1979, scritto e illustrato interamente da Ditko) e The Flash vol. 1 n. da 318 a 323 (1983).
Cominciando con un'alleanza con Superman (in DC Comics Presents n. 88, dicembre 1985, scritto da Steve Englehart), durante la Crisi, la descrizione del Creeper cambiò sotto la direzione di diversi scrittori, cosa che incluse delle nuove origini a cui ci si riferì, ma che non vennero mai spiegate del tutto. Il suo comportamento squilibrato, inizialmente utilizzato per spaventare i criminali, fu trasformato in un comportamento genuinamente psicopatico. In più, Ryder poteva accedere alle sue abilità fisiche solo quando era in costume, e non poteva più controllare la sua trasformazione. La nuova versione giunse agli occhi quando Creeper si alleò con la rinnovata versione post-Legends della Justice League, la Justice League International, nel 1987. Un decennio dopo (dicembre 1997), la DC diede la possibilità al Creeper di essere il protagonista di una sua altra serie personale intitolata The Creeper. Durò 12 numeri incluso il milionesimo. Lo scrittore Len Kaminski si concentrò sul crollo della sanità di Jack Ryder sotto l'influenza del Creeper e si fecero numerosi riferimenti alla continuità precedente.
Il Creeper divenne il protagonista di una miniserie da 6 numeri (settembre 2005-febbraio 2007) scritta da Steve Niles ed illustrata da Justiniano.

## Biografia del personaggio
Jack Ryder era un ospite di un talk show televisivo di Gotham City licenziato a causa della sua natura schietta. Trovando un impiego nella sicurezza del network, tentò di salvare uno scienziato di nome Dr. Yatz che la mafia aveva rapito al fine di avere la sua scoperta più recente. Il capo dei mafiosi stava ospitando in casa sua una festa in maschera, e per riuscire ad entrare, Jack improvvisò un costume con una calzamaglia gialla, una parrucca verde, guanti rossi, stivali ed un mantello peloso, più un make-up disegnato per sembrare bianco. Ryder riuscì a localizzare Yatz tra la folla, ma i mafiosi lo individuarono e gli spararono contro, ferendolo. Yatz fece un'iniezione a Jack e gli impiantò un dispositivo nella ferita: il siero gli conferì il potere quasi istantaneo di guarigione per ogni ferita, un'innata superforza ed una grande agilità; il dispositivo utilizzato con il suo attivatore, invece, fece scomparire il costume, lasciando Ryder nudo. Inavvertitamente, Yatz lasciò il dispositivo fuori dalla ferita, ma non se ne accorse finché la parte ferita non guarì. A quel punto, i mafiosi li ritrovarono, ma questa volta uccisero Yatz. Ryder scoprì che con l'attivatore poteva ritrovarsi con il costume addosso ogni volta che lo utilizzava. Con il dispositivo, una risata maniacale e le sue nuove abilità fisiche, non gli fu difficile rovesciare la situazione.
La revisione delle origini di Ryder eliminarono il siero e affermarono che il medico impiantò chirurgicamente due dispositivi (alcuni affermano un dispositivo solo con due effetti) che incrementavano le abilità fisiche di Ryder e potevano ricreare un oggetto la cui forma fu memorizzata nei circuiti. Lo scienziato eseguì l'operazione per salvare la vita di Ryder dopo che dei criminali sui quali stava investigando lo attaccarono e lo drogarono. Dato che lo scienziato era ignaro della droga presente nel sistema vitale di Jack, inavvertitamente registrò la memorizzazione del siero nello stesso istante in cui memorizzò il costume. Dato che il dispositivo che ricreava il costume di Ryder ricreava anche la droga iniettatagli, questo fu la spiegazione data per la personalità del Creeper. Ma quando il Creeper ritornava nella forma di Jack Ryder, la droga spariva e con essa anche la psicosi. Infine, Ryder giunse a credere che lui e Creeper erano due persone diverse invece di due identità impersonate dallo stesso uomo; mantenne questa convinzione anche nella persona del Creeper, che cominciò a sdegnare grandemente "Jack Ryder". Una volta, il Creeper riottenne brevemente la sua razionalità mentre si trovava legato dal lazzo magico di Wonder Woman, ma le implicazioni di ciò non furono mai esplorate.

### Combattendo Eclipso
Creeper ricomparve nell'annuale Eclipso: The Darkness Within nel 1992, venendo ingannato nel prendere uno dei cristalli oscuri di Eclipso, che lo mise sotto il controllo del suo nemico. Fu poi liberato da Bruce Gordon, un avversario di lunga data di Eclipso. Nella serie omonima dedicata ad Eclipso, il Creeper, Gordon e sua moglie Mona effettuarono un'entrata clandestina nella parte del sud-America conquistata da Eclipso. Questo portò a fare sì che un contadino impossessato da Eclipso tentasse di gettare il Creeper (e se stesso) giù da una collina. Il contadino fu mentalmente abbandonato ed entrambi furono lasciati a saltare verso le loro morti. L'intervento di una squadra di stuntmen salvò le vite di entrambi. Molti altri eroi si unirono alla battaglia contro Eclipso, incluso Major Victory, l'Acciaio originale, Amanda Waller e Wildcat. Insieme formarono una squadra chiamata Shadow Fighters. Nel n. 13 di Eclipso, una parte dei Fighters, che includeva il Creeper, fece un altro viaggio nel territorio nemico. Numerose iene, sotto il controllo di Eclipso, individuarono il Creeper e lo fecero a brandelli. La maggior parte della squadra infiltrata fu sconfitta; solo una piccola parte del Creeper fu recuperata. I resti, insieme agli eroi deceduti, furono tolti dal controllo di Eclipso dagli Shadow Fighters sopravvissuti.
Nonostante la sua morte, una serie con il Creeper fu lanciata nel 1997. Ci furono delle indicazioni nel fumetto che le origini del Dr. Yatz narrate precedentemente erano false in qualche modo e che le vere origini del Creeper erano un qualche modo correlate al suo nemico di sempre, Proteus. Prima che tutto ciò venisse esplorato, tuttavia, la pubblicazione della serie fu cancellata.

### Origini riavviate
Nel 2006, le origini di Creeper furono riconnesse retroattivamente di nuovo. Jack Ryder comparve come ospite di uno show televisivo controverso, You Are Wrong!, promettendo un milione di dollari a chi avrebbe catturato il Creeper. Antagonizzò deliberatamente anche i suoi ospiti per accrescere l'attenzione sui temi come le cellule staminali e la nanotecnologia medica. Ryder cercò lo scoop sulla rivoluzionaria terapia delle "nanocellule" del Dr. Vincent Yatz, un miscuglio delle terapie nanotecnologica e delle cellule staminali in grado di incrementare la rigenerazione dei corpi al punto di restituire una pelle nuova alle vittime degli incendi. Rayder scoprì il tentativo di furto della scoperta al Dr. Yatz. Inacapce di fuggire, il buon dottore iniettò l'ultimo campione di nanocellule direttamente nel corpo di Ryder nel tentativo di nasconderle ai criminali. Ma quando questi spararono alla testa di Jack, la sostanza rigenerante interagì con la chimica del suo corpo resuscitandolo come Creeper. Ryder si disfece dei suoi avversari, scoprendo che adesso poteva richiamare a sé il suo bestiale alter ego ogni volta lo desiderasse.
La storia delle origini per questa versione di Jack Ryder comparve nell'auto conclusivo Brave New World, pubblicato successivamente a Crisi infinita. La storia prende luogo nei primi anni dell'attività di Batman. Sia Batman che il Joker comparvero in questo numero. Jack scoprì le prove che un Senatore degli Stati Uniti era in lista per essere assassinato. Sfortunatamente, non era così ufficiale da smuovere la polizia. Jack non sapeva cosa fare, ed infine si fece strada fino ad una gara di rally tenuta proprio dal Senatore e, come Creeper, evitò letteralmente che le pallottole lo toccassero. Creeper manipolò una guardia della sicurezza, costringendo l'uomo a sparare al cecchino, che infine rimase ucciso. Più avanti nello show, Ryder rioffrì del denaro per la cattura del Creeper.

### Countdown
In Countdown to Mystery n. 2, Jack Ryder fu avvicinato da Eclipso, che sperò di sedurlo, come fece con Plastic Man. Vi riuscì, ma il Creeper fu poi liberato da Bruce Gordon. In Green Lantern n. 24 (2007), il Creeper fu visto accanto agli altri eroi combattendo contro i Sinestro Corps per le strade di New York.

### Reign in Hell
Durante la miniserie Reign in Hell, Jack Ryder fu separato dal Creeper quando fu richiamato all'Inferno da Lilith, madre delle atrocità nate sulla Terra. Fu rivelato che il demone Creper è solo una delle specie simili ai demoni.

### Outsiders
Il Creeper si unì agli Outsiders in The Outsiders n. 15.

## Poteri e abilità

### Originale
I poteri del Creeper sono per lo più di natura fisica e sono il risultato dell'invenzione di Yatz. Grazie all'innesto ricevuto infatti Creeper possiede velocità, riflessi e resistenza sovrumane nonché una discreta forza, con la quale può far volare una persona per notevole distanza con un solo calcio e sollevare un uomo e lanciarlo via senza sforzo alcuno. Acquista anche un'agilità ai livelli di un ginnasta di classe olimpica e ciò gli permette di eseguire incredibili gesta acrobazie ed immensi salti che spesso usa per muoversi tra i palazzi. Queste capacità hanno fatto del Creeper un combattente formidabile, dato che lui le incorporò a tecniche di lotta da rissa personalizzate: una delle sue mosse tipiche è saltare sulla schiena dei suoi avversari, atterrandogli sopra con tutti e quattro gli arti per sbilanciarli a terra. In più i suoi sensi sono stati sviluppati ben oltre il limite umano e possiede un senso dell'orientamento molto elevato.
Il Creeper possiede anche un fattore rigenerante discretamente forte, che gli permette di guarire virtualmente da quasi ogni ferita, infatti gli spari e le ferite da arma da taglio inferte al suo corpo guariscono nel giro di pochi minuti. La sua rigenerazione gli permise addirittura di ritornare in vita dopo che il suo corpo venne smembrato dalle feroci iene di Eclipso. Inoltre la sua risata fu descritta come fisicamente dolorosa per le orecchie delle sue vittime, causandone uno stato comatoso psicotico, ed è anche in grado di aderire a superfici solide lisce attraverso le mani e i piedi.

### Corrente
Secondo la miniserie Reign in Hell, la forma di Creeper di Jack Ryder appartiene ad una classe di demoni che condivide le stesse capacità della sua versione originale.

## Altre versioni
- Il Creeper ha trovato una nuova versione nella serie Beware the Creeper dell'inizio del XX secolo (scritto da Jason Hall ed illustrato da Cliff Chiang), che fu pubblicata sotto la marca della Vertigo. Ambientata nella Parigi degli anni venti, presentò una Creeper femminile, che fu in qualche modo differente dal suo predecessore. Tuttavia, la miniserie ebbe luogo nell'universo DC, e la Creeper femminile potrebbe essere in qualche modo la predecessore di Jack Ryder.
- Il Creeper ebbe un cameo in Batman: The Dark Knight Strikes Again dove il Cavaliere Oscuro rimase colpito quando lo vide. Fu impiegato da "Joker Boy" come parte di un piano per eliminare Batman.
- In Kingdom Come di Alex Ross e Mark Waid, il Creeper comparve come un vecchio metaumano che faceva parte della fazione di metaumani di Batman.
- Nel crossover DC One Million, l'anno è l'85271. Sul Pianeta IAI, un'entità conosciuta come RYDR avverte un disturbo che potrebbe svelare tutto ciò che è e trasformarlo in altro, la somma totale dell'irrazionalità collettiva, avatar sciamanici e distillazione cruda di pazzia nota come Creeper. La via porta al Jack Ryder odierno, che era stanco di essere un supereroe. Jack ed il Creeper divennero parti separate do ognuno, veri e propri esseri viventi distinti. Dopo che il Creeper si divise in altrettante copie di sé, ognuna rappresentante una parte della sua personalità, Jack capì che volente o nolente, il Creeper era una parte di lui. Il Creeper futuro ingerì tutte le sue copie, ma capendo la verità di questo avvenimento, li fece ritornare al Creeper originale e raccontò a lui e a Jack di rifondersi, e il Creeper rinacque. Il Creeper futuro ritornò a IAI con l'ultimo Creeper rimasto, quello che rappresentava l'auto disprezzo, di cui si occupò prima di ritrasformarsi in RYDR per catalogare l'evento.
- Bouncing Beatnik e Jack-in-the-Box della serie Astro City di Kurt Busiek sono parzialmente basati sul Creeper.
- Nella serie Tangent: Superman's Reign, la versione del Creeper di Terra-9 viene mostrata come un demone che si nutre delle anime delle sue vittime.
- Nell'Universo Amalgam viene fuso con Nightcrawler della Marvel Comics, creando Night Creeper della JLX (Justice League + X-Men).

## Altri media

### Televisione
- Il Creeper fu considerato per essere utilizzato nella seconda stagione di Batman. I disegni sarebbero dovuti essere eseguiti da Bruce Timm e poi venne accantonato quando si decise che un solo episodio non poteva contenere entrambe le sue origini ed una trama che coinvolgesse anche Batman. Jack Ryder compare nella serie animata Batman - Cavaliere della notte, dove prende le sembianze del Creeper: una breve comparsa come reporter di un notiziario lo portò ad un ruolo di protagonista nell'episodio La storia si ripete (Beware the Creeper). 
Il Creeper animato ebbe delle nuove origini, più semplici e accostate alla continuità di Batman: Jack Ryder, anchorman di un notiziario televisivo seguiva il caso della carriera del Joker proprio nella fabbrica dove il criminale acquisì le sembianze che conosciamo tutti, e fu interrotto proprio dal Joker, che non apprezzò tale attenzione. Joker avvelenò Ryder con una dose del suo gas esilarante e quindi, per distrarre Batman e Robin appena arrivati sulla scena del crimine, lo spinse nella stessa vasca di agenti chimici che lo trasformarono. Il gas e gli agenti chimici agirono tra di loro in modo non previsto; Ryder sopravvisse, ma si trasformò in un maniaco più agile e straordinariamente forte, con la pelle gialla, i capelli verdi, ed un sorriso fisso, che aiutò Batman e Robin ad acciuffare il Joker e i suoi scagnozzi, sia per vendetta di ciò che il Joker gli fece, sia perché sviluppò una forte attrazione per Harley Quinn. Anche se la sua mania è benigna, i suoi metodi sono estremamente selvaggi e frenetici. Dopo essere stato aiutato dal Creeper, Batman come ricompensa gli applica un cerotto per ridargli un aspetto normale, ma alla fine della puntata Ryder si strappa di dosso il cerotto cominciando nuovamente a ridere maniacalmente.
- Il Creeper appare in dei cameo in vari episodi della serie animata Justice League Unlimited. La serie ebbe una Justice League formata da circa 60 membri, Creeper incluso. In Panico nei cieli lo si vide opporsi ai cloni degli Ultimen. Ebbe poi un altro cameo nell'episodio Destroyer mentre combatteva al fianco di altre creazioni di Ditko contro i Parademoni di Darkseid. Nella puntata Curtain Call, lo si vide al fianco di altre creazioni di Ditko quali Hawk & Dove, The Question e Capitan Atomo.

### Videogiochi
- Creeper è in lista per comparire nell'imminente videogioco DC Universe Online.
- Si può sentire Jack Ryder riportare la cronaca riguardante i guai nell'Arkham Asylum nel videogioco Batman: Arkham Asylum (una linea sotto i titoli di testa riportano "The Jack Ryder Show"). Nello stesso gioco, c'è anche una biografia sbloccabile quando il giocatore scansiona una radio che trasmette lo show di Ryder. Jack appare anche nel sequel di Arkham Asylum, Batman: Arkham City, questa volta fisicamente. Ryder appare nuovamente solo come voce fuori campo nel prequel della saga Batman: Arkham Origins. Riappare fisicamente in Batman: Arkham Knight.
- In Minecraft esiste un mob ostile che si chiama "Creeper", che alla vista dei giocatori esplode, a meno che essi non si riparino dietro una serie di blocchi nascondendo la loro skin alla vista del mostro verde.

### Giocattoli
- La Hasbro pubblicò una versione dell'action figures del Creeper nella versione della serie animata Batman - Cavaliere della notte, alla fine degli anni novanta.

### Miscellanea
- Durante il documentario "The Original Freak" comparso nel DVD della prima stagione della serie animata Freakazoid, il produttore di Batman, Bruce Timm, rivelò che il Creeper era essenzialmente il concetto originale per il personaggio di Freakazoid, quando la serie aveva una carica più avventurosa.
- Il Creeper comparve nella serie a fumetti Justice League Unlimited basata sulla serie omonima. Batman chiamò il Creeper perché preparasse un piano d'azione.
- In uno dei segmenti di Batman: Gotham Knight, si poté vedere un personaggio che aveva una forte somiglianza con il Creeper. Aveva i tipici capelli e la pelle del Creeper, ma indossava una sciarpa pelosa invece del tipico vestiario simile ad un tappeto del supereroe.

### Serie web
Nella video serie online, The Joker Blogs, uno spin-off fatto da un fan di Gotham Knight, Jack Ryder è il cameraman del matrimonio di Harley Quinn. Questa versione di Jack Ryder è un interno della GCN ed è socialmente inetto. Va in giro durante il matrimonio intervistando gli invitati in momenti non appropriati. Ad un certo punto si ritrova di fronte a Pamela Isly che gli dice "God! You're such a Creeper!" (dall'inglese, Dio! Ma sei proprio un rompiscatole!).